# Південна локальна суперпорожнеча

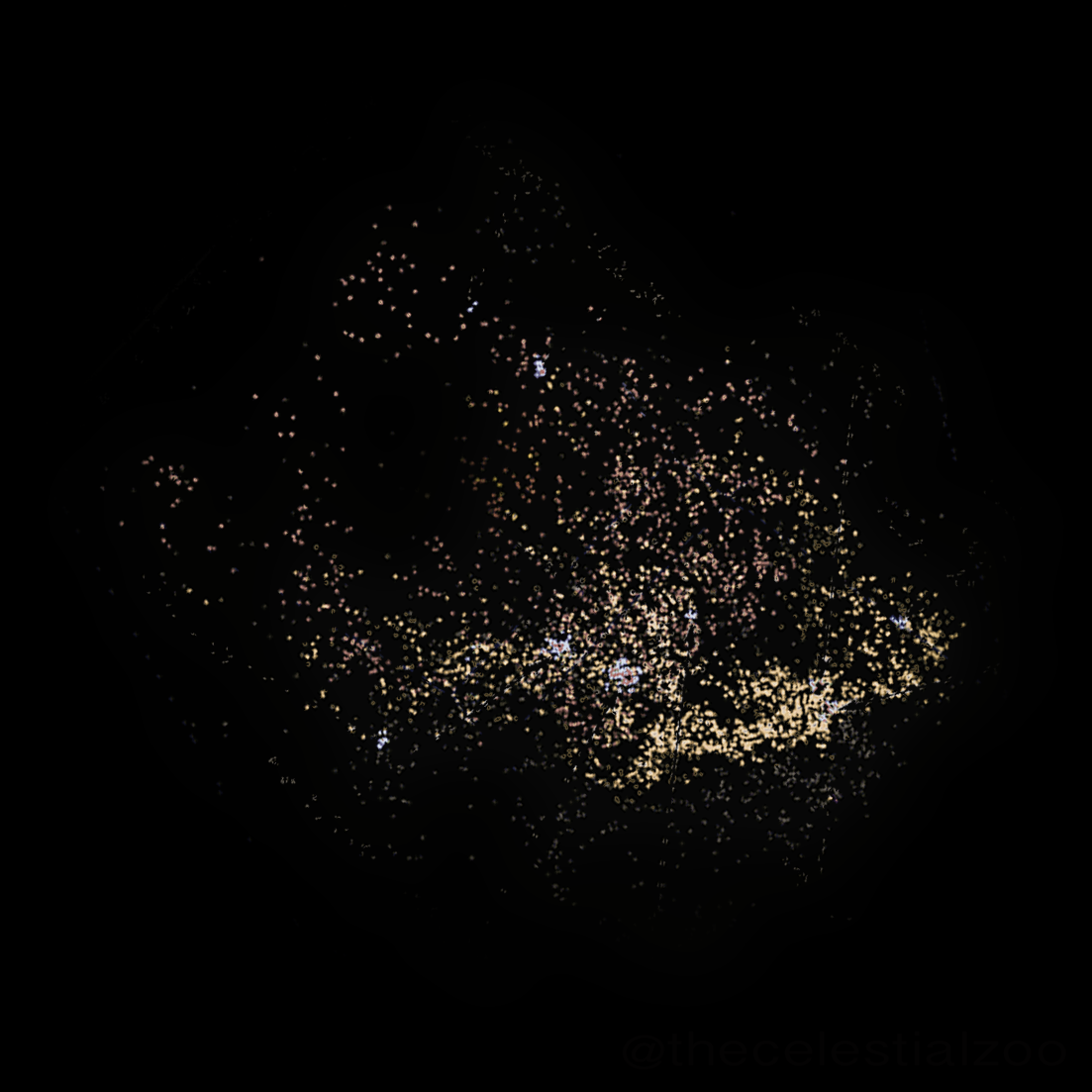
Уявлення художника щодо Південної локальної суперпорожнечі на основі даних відкритого джерела скупчення галактик.

Південна локальна суперпорожнеча (супервойд) — це надзвичайно велика, майже порожня область простору (порожнеча — войд).
Вона розташована поруч із Надскупчення Діви, яке містить нашу галактику Чумацький Шлях. Його центр знаходиться на відстані 96 мегапарсек, а порожнеча має діаметр 112 мегапарсек у найбільш вузькій частині. Його об'єм приблизно в 600 мільярдів разів перевищує об'єм Чумацького Шляху.